# Fundação Heinrich Böll
A Fundação Heinrich Böll é uma organização política alemã sem fins lucrativos. A instituição foi criada no contexto da corrente política verde que se desenvolveu em várias partes do mundo nos anos 1970, como uma resposta às tradicionais políticas socialista, liberal e conservadora. Os princípios fundamentais que a Fundação defende são: a ecologia, sustentabilidade, democracia, direitos humanos, autodeterminação e justiça social. A Fundação é associada ao partido polítco alemão Aliança 90/Os Verdes.
O nome da Fundação é uma homenagem ao escritor alemão Heinrich Böll, vencedor do Prêmio Nobel de literatura em 1972.

## Escritórios no mundo
Com sede em Berlim, a Fundação atua no debate de ideias e no apoio a atividades em 60 países, através de 28 escritórios.

## No Brasil
O escritório do Rio de Janeiro foi inaugurado no ano 2000.
Levando em consideração o contexto brasileiro, a Fundação trabalha com dois eixos programáticos.
1. Direitos Humanos e Democracia. A Fundação busca fortalecer uma política de segurança que respeite os direitos dos moradores de comunidades populares e ponha fim à impunidade e à brutalidade policial. Assim, a organização atua no debate e monitoramento das políticas de segurança pública implementadas no Rio de Janeiro, como a Unidade de Polícia Pacificadora (UPP) e o combate às milícias. Além disso, também apoia denúncias ao sistema de proteção aos direitos humanos da ONU, decorrentes dos conflitos pela terra na região amazônica. Outro foco do trabalho é o direito à cidade, a partir dos debates sobre as intervenções urbanísticas para a realização dos megaeventos esportivos no Rio de Janeiro e em outras capitais brasileiras. A Fundação também colabora com iniciativas de controle social do orçamento público e de acompanhamento da pauta parlamentar nas questões de gênero em sua interseção com raça.
2. Sustentabilidade. O foco neste eixo é a defesa de um modelo de desenvolvimento sustentável que integre a preservação da natureza para as futuras gerações e políticas de justiça social e ambiental. Assim, os enfoques do trabalho são as mudanças climáticas, o modelo energético, a biodiversidade e o debate sobre novas formas de produção e consumo. O foco regional de atuação tem sido a Amazônia, pois a região vive o renascimento de megaprojetos de infraestrutura dentro de uma política neo-extrativista com fortes impactos sócio-ambientais. Ao mesmo tempo, a Amazônia é um território chave na discussão de REDD e outras iniciativas para inserção da floresta no emergente mercado de carbono. Além do aumento significativo de hidrelétricas nessa região, a retomada do programa nuclear brasileiro, com seus altos custos e riscos, indica a necessidade de discutir um modelo energético alternativo para o Brasil.